# Бернар H-52
Бернар H-52 (фр. Bernard H-52) је француски ловачки авион у облику хидроавиона са пловцима. Авион је први пут полетео 1933. године. Направљен је само један прототип.

Највећа брзина у хоризонталном лету је износила 328 km/h.

## Наоружање
| Наоружање авиона: Бернар       |     |
| Ватрено (стрељачко) наоружање  |     |
| Топ                            |     |
| Митраљез                       |     |
| Број и ознака митраљеза        | 2   |
| Калибар                        | 7,5 |
| Бомбардерско наоружање (бомбе) |     |
| Ракетно наоружање (ракете)     |     |